# Beranuy
Beranuy (do 2011 Veracruz) – gmina w Hiszpanii, w prowincji Huesca, w Aragonii, o powierzchni 63,75 km². W 2011 roku gmina liczyła 97 mieszkańców.